# Districte de Shahjahanpur
El districte de Shahjahanpur és una divisió administrativa d'Uttar Pradesh, a la divisió de Bareilly, amb capital a Shahjahanpur. La superfície és de 4.575 km² i la població de 2.54.458 habitants (cens del 2001).

## Administració
El districte està format per 4 tahsils, 15 blocs (blocks) de desenvolupament, tres consells municipals (nagar palika) i 7 nagar panchayat (equivalent a un municipi de menor importància): 
- Sadar
  - Bhawalkhera
  - Dadraul
  - Kanth
- Jalalabad
  - Jalalabad
  - Mirzapur
  - Kalan
  - Madnapur
- Allahganj 
  - Tilhar
  - Jaitipur
  - Katra Khudaganj
  - Nigohi
- Powayan
  - Powayan
  - Banda
  - Khutar
  - Sindhauli

El tres nagar palika eren: 
- Shahjahanpur
- Jalalalab
- Tilhar

I el set nagar panchayat:
- Rosa
- Kanth
- Allahganj
- Katra
- Khudaganj
- Powayan
- Khutar

## Demografia
- 1847: 	750.501; 1853: 	 907.959
- 1865: 	935.978; 1872 :	 951.006
- 1881: 856.946; 1891 :	 918.551
- 1901: 	921.535; 1911 :	 963.234
- 1921: 	855.718; 1931 :	 904.890
- 1941: 	983.435; 1951: 1.004.425
- 1961: 1.130.256; 1971: 1.286.104
- 1981: 1.647.664; 1991: 1.987.395
- 2001: 2.549.458; 2011 :

## Rius
- Ramganga
- Garrah
- Gomti amb els afluents Kathana, Jhukma i Mensiare

## Història
Antigament hauria format part del regne de Panchala.
Durant el període musulmà fou part del territori anomenat Katehr. La ciutat de Shahjahanpur es va fundar en el regnat de Shah Jahan pel nawab Bahadur Khan i el seu germà Diler Khan, fills de Shri Dariya Khan, un cap militar al servei de l'emperador Jahangir. Shah Jahan va donar 14 pobles a Daler Khan amb permís per construir un fort. D'aquest fort va sorgir el poble de Nainar Khera a la riba dels rius Garrah i Khannaut que va ser batejada amb el nom de l'emperador.
Al principi del segle xviii el territori del sud del que fou el districte va ser concedit a Muhammad Khan, nawab de Farrukhabad però el centre i nord van passar a mans d'Ali Muhammad el cap dels afganesos rohilles, que va establir el principat de Rohilkhand. El 1774 després de la derrota dels rohilles pel nawab d'Oudh aliat als britànics, el territori va passar a Oudh. El 1801 aquest districte i altres territoris foren cedits als britànics i va quedar dins el districte de Bareilly. El 1813 es va constituir en districte separat dins la divisió de Rohilkhand, i més tard divisió de Bareilly.
Pel zamindari de Shahjahanpur vegeu Shahjahanpur (zamindari)
El 15 de maig de 1857 es van conèixer les notícies dels fets de Meerut i el 25 de maig va esclatar el motí a Shahjahanpur quan els sipais van informar als seus oficials que la gent intentava saquejar el tresor; es van prendre mesures però el 31, mentre els oficials i civils eren en gran part a l'església alguns sipais van forçar el pas cap aquesta i els van atacar; tres europeus van rebre trets però la resta, units als altres oficials, van poder fugir cap a Pawayan, i després cap a Muhamdi al districte de Kheri. Els amotinats van cremar l'estació i van saquejar el tresor i es van dirigir cap a Bareilly. L'1 de juny es va proclamar un govern provisional sota Kadir Ali Khan. El 18 de juny el nawab hereditari de Shahjahanpur Ghulam Kadir Khan, es va dirigir a Bareilly on fou nomenat nazim de Shahjahanpur per Khan Bahadur Khan. El 23 de juny el nawab va retornar a Shahjahanpur i va substituir en el govern a Kadir Ali. Va restar al poder fins al 1858; el gener d'aquest any les forces britàniques van reconquerir Fatehgarh i el nawab d'aquesta regió i Firoz Shah es van dirigir cap a Shahjahanpur i després a Bareilly. A la caiguda de Lucknow Nana Sahib també va fugir cap a Sahjahanpur i fins a Bareilly; el nawab de Shahjahanpur va fer matar Hamid Hasan Khan (que era subcol·lector) i a Muhammad Hasan (judge), acusats de mantenir contactes amb els britànics (gener de 1858). El 30 d'abril de 1858 les forces britàniques manades per Sir Colin Campbell, van arribar a Shahjahanpur i els rebels van fugir cap a Muhamdi. El 2 de maig Campbell entrava a Bareilly deixant només un destacament a Shahjahanpur; els rebels van aprofitar per reagrupar-se i atacar, assetjant al destacament per 9 dies però foren salvats per una columna dirigida pel general de brigada Jones, el 12 de maig, i l'autoritat britànica va quedar definitivament restablerta.
El 1901 el districte constava amb 4472 km², superfície molt similar a l'actual. Hi havia 6 ciutats i 2.034 pobles. La població històrica s'ha detallat a l'apartat "demografia". Administrativament estava dividit en quatre tahsils:
- Shahjahanpur
- Jalalalab
- Tilhar
- Pawayan o Powayan

Shahjahanpur i Tilhar eren municipalitats. El 85% de la població eren hindús i el 14% musulmans. La llengua vernacular era l'hindi occidental (més del 99%) dialecte kanaujia. Les castes principals eren els chamars, kisans, ahirs, rajputs, bramans, kahars, kachhis, muraos i kurmis. El 69% vivia de l'agricultura.
El tahsil de Shahjahanpur (parganes de Shahjahanpur, Jamaur i Kant) tenia una superfície de 1.020 km² i una població de 265.467 habitants el 1901; la capital era Shahjahanpur amb 76.458 habitants el 1901; hi havia altres 463 pobles.

## Arqueologia
- Llocs de Gola i de Mati, a la comarca de Pawayan
- Taula de coure d'Harsa de Kanauj datada el 628, trobada a Banskhera